# Dexter McCluster
Dexter Marquise McCluster (* 25. August 1988 in Largo, Florida) ist ein US-amerikanischer American-Football-Spieler, der als Runningback, Wide Receiver und als Return Specialist eingesetzt wurde. Er spielte in der National Football League (NFL) für die Kansas City Chiefs, die Tennessee Titans und die San Diego Chargers. Als Return Specialist nahm er am Pro Bowl 2014 teil. Zudem spielte er 2018 für die Toronto Argonauts in der Canadian Football League (CFL) und 2019 für die Massachusetts Pirates in der National Arena League.

## College

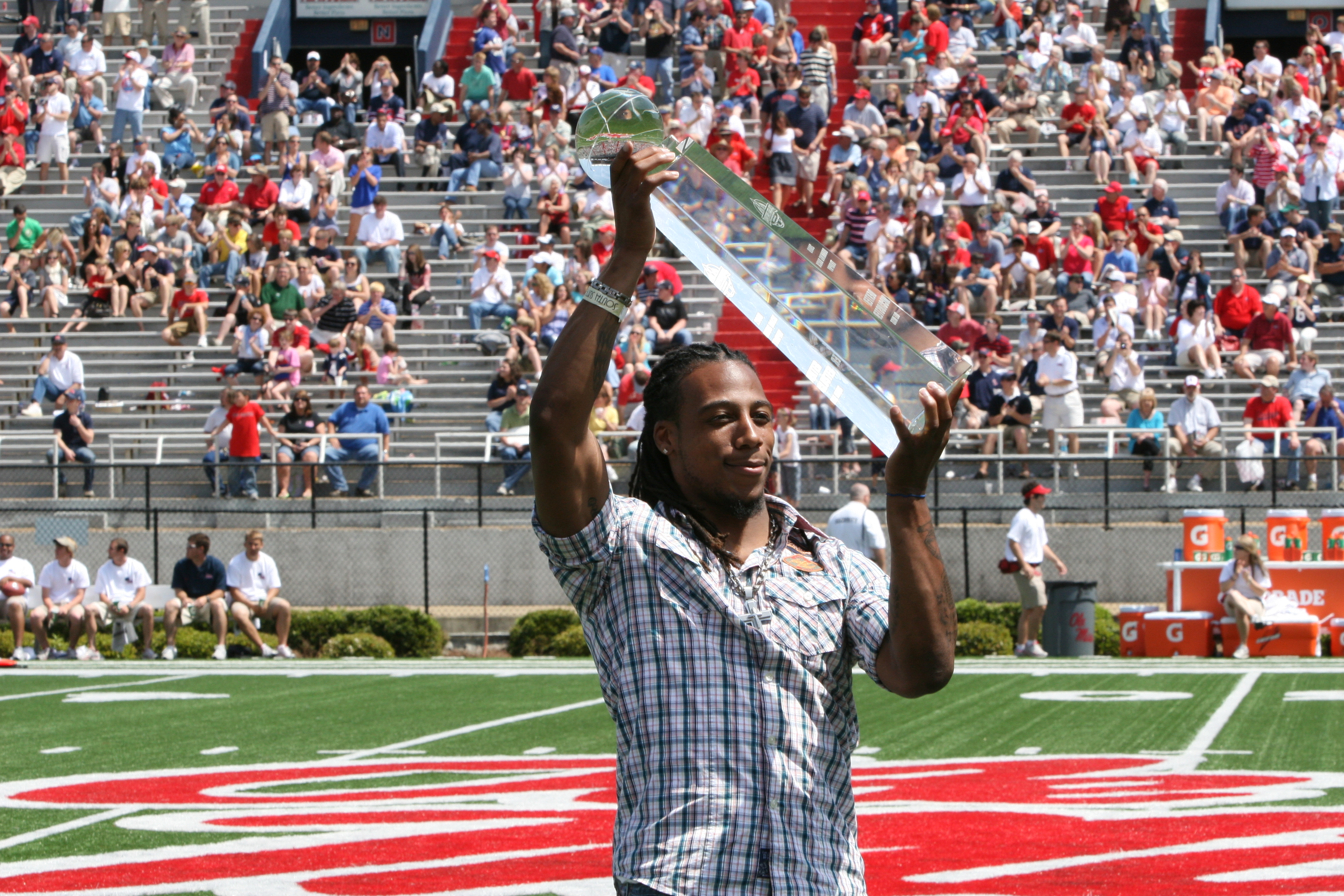
McCluster bei einer Preisverleihung 2010

McCluster, der schon früh sportliches Talent erkennen ließ und in der Highschool auch dem Leichtathletik-Team angehörte, besuchte die University of Mississippi und spielte für deren Mannschaft, die Rebels, von 2006 bis 2009 erfolgreich College Football, wobei er insgesamt 22 Touchdowns erzielte.

## NFL

### Kansas City Chiefs
Beim NFL Draft 2010 wurde er in der zweiten Runde als insgesamt 36. von den Kansas City Chiefs ausgewählt. Bereits in seiner Rookie-Saison kam er sowohl als Runningback, als Wide Receiver als auch in den Special Teams zum Einsatz. Diese Vielseitigkeit konnte er sich seine ganze Karriere hindurch erhalten, seine besten Leistungen zeigte er jedoch stets in den Special Teams, so war er etwa 2013 mit 686 Yards der erfolgreichste Kick Returner der ganzen Liga.

### Tennessee Titans
Am 11. März 2014 unterschrieb McCluster bei den Tennessee Titans einen Dreijahresvertrag in der Höhe von 13 Millionen US-Dollar. Am 6. September 2016 wurde er wieder entlassen.

### San Diego Chargers
Ende September 2016 wurde er von den San Diego Chargers unter Vertrag genommen. Nach 6 Spielen war die Spielzeit für ich wegen eines gebrochenen Arms zu Ende. Nach Ablauf der Saison wurde er zum Free Agent.

### Toronto Argonauts
Nachdem er eine Spielzeit lang bei keinem Team unterkommen konnte, wechselte er zu den Toronto Argonauts in die Canadian Football League (CFL).

### Massachusetts Pirates
Während der Saison 2019 schloss sich McCluster den Massachusetts Pirates in der National Arena League, einer Arena-Football-Liga, an.